# المدرسة الدينية نتيف أرييه

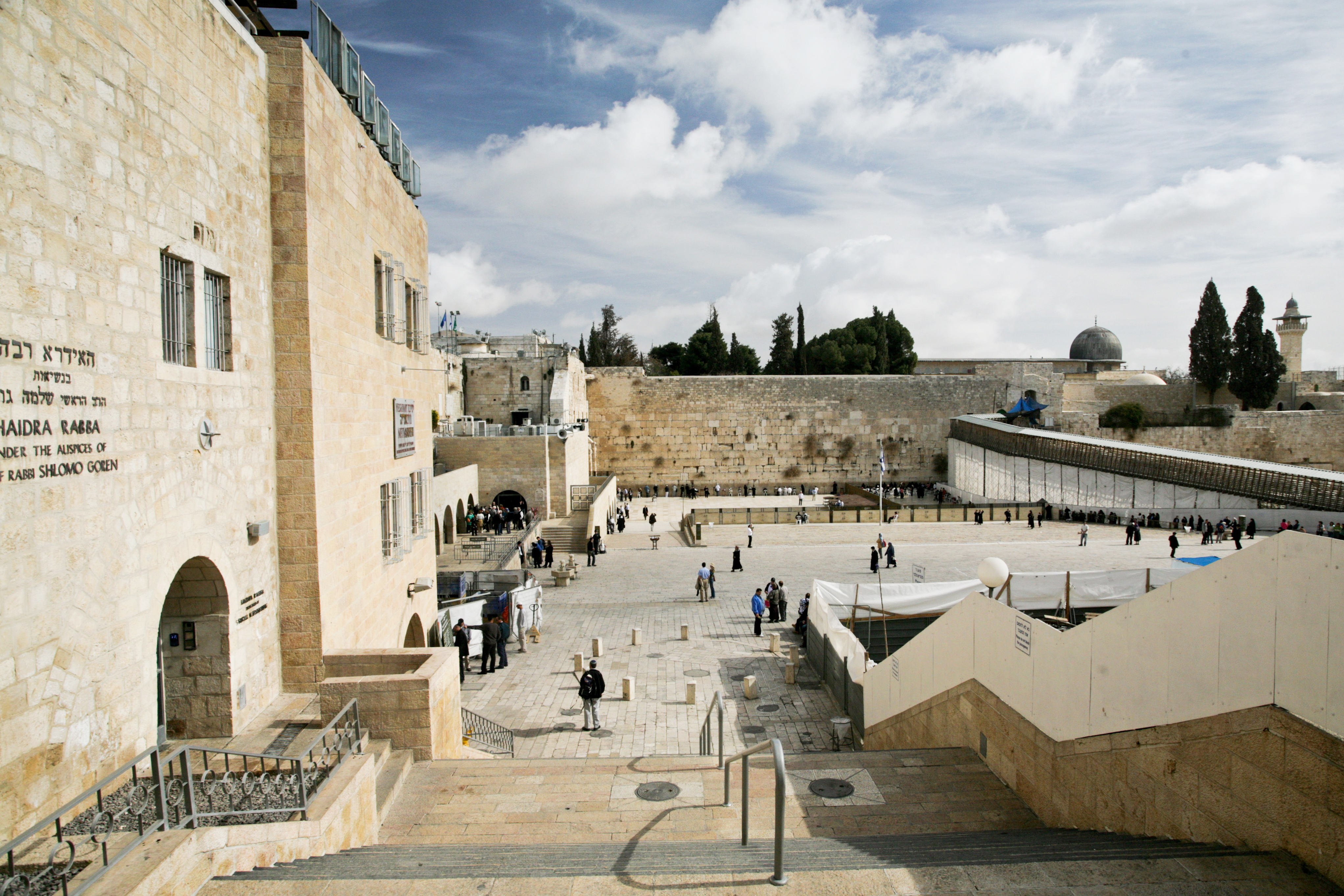
القدس القديمة: معالوت هراف مائير يهودا جيتس والحائط الغربي

المدرسة الدينية نتيف أرييه (في العبرية: ישיבת נתיב אריה) هي المدرسة الدينية الصهيونية اليهودية الأرثوذكسية تقع في ساحة الحائط الغربي (حائط البراق) في البلدة القديمة في القدس.
تأسست نتيف أرييه في عام 2003 من قبل مدرسة روش الدينية الحالية، أهارون بينا. أفيغدور نيبنزال، الحاخام الأكبر السابق للبلدة القديمة في القدس، هو مدرس روش الدينية. ابنه تشيزكياهو نيبنزال، الحاخام الرئيسي الحالي، يعمل أيضًا كمدرس روش.

## تاريخ
سميت المدرسة الدينية على اسم والد بينا، أرييه بينا. وهي تحتل مبنى كان يضم سابقًا مدرسة شلومو غورين.
افتتحت المدرسة الدينية في سبتمبر 2003 بعد انقسام في القيادة داخل المدرسة الدينية هكوتيل وبدأت بأكثر من 200 طالب. غالبية الطلاب هم طلاب المرحلة الثانوية، الناطقون باللغة الإنجليزية من الولايات المتحدة، مع بعض الطلاب من إنجلترا وكندا.
يدرس الطلاب في المعهد الديني منهجًا يتكون من التلمود والناتش والهلاخا والفلسفة اليهودية والصهيونية والشاسيدوت.

## الجدل
وجهت مزاعم الانتهاكات للمدرسة الدينية. يدعي المتهمون أن بينا تروّج لثقافة عنصرية وكراهية للمثليين داخل نتيف. يُزعم أنه «يصرخ بانتظام على الطلاب ويذلهم ويهينهم على الملأ؛ ويهددهم بطردهم دون سبب على ما يبدو؛ ويوظف علماء النفس الصحفيون لمشاركة معلومات خاصة عن الطلاب يرسلها اليهم؛ ويخبر المستائين أنهم ملعونون.» يؤكد أنصار بينا أن هذه مجرد أعراض لما يشار إليه عمومًا باسم «حبه الشديد»، وأن هذه السلوكيات تعود بالنفع على الطلاب في نهاية المطاف، وخاصة أولئك الذين هم غير منتظمين في الحضور إلى الفصل.

## خريج متميز
- مردخاي شابيرو، فنان أمريكي

## فهرس
- Yeshivat Netiv Aryeh at the Kotel: In honor of Yitzchak Leib and Ruth Rennert: The overseas program. Yeshivat Netiv Aryeh. 2006. مؤرشف من الأصل في 2016-10-01.

## روابط خارجية
- الصفحة الرئيسية